# Piuí de Jamaica
El piuí de Jamaica (Contopus pallidus) és un ocell de la família dels tirànids (Tyrannidae).

## Hàbitat i distribució
Habita els boscos de Jamaica.